# Torneo de Angers 2022
El Open Angers Arena Loire 2022 fue un torneo de tenis profesional jugado en canchas duras bajo techo. Fue la 2.ª edición del torneo y formó parte de los Torneos WTA 125s en 2022. Se llevó a cabo en Angers, Francia, entre el 5 de diciembre al 11 de diciembre de 2022.

## Cabezas de serie

### Individuales
| Tenista             | Ranking | Preclasificada |
| Shuai Zhang         | 24      | 1              |
| Anhelina Kalinina   | 53      | 2              |
| Alison Van Uytvanck | 55      | 3              |
| Tatjana Maria       | 70      | 4              |
| Tamara Korpatsch    | 74      | 5              |
| Anna Blinkova       | 80      | 6              |
| Viktoriya Tomova    | 90      | 7              |
| Varvara Gracheva    | 95      | 8              |

- Ranking del 28 de noviembre de 2022

### Dobles
| Tenista                              | Ranking | Preclasificada |
| Natela Dzalamidze Alexandra Panova   | 120     | 1              |
| Nadiia Kichenok Kimberley Zimmermann | 121     | 2              |

## Campeonas

### Individuales femeninos
Alycia Parks venció a  Anna-Lena Friedsam por 6–4, 4–6, 6–4

### Dobles femenino
Alycia Parks /  Shuai Zhang vencieron a  Miriam Kolodziejová /  Markéta Vondroušová por 6–2, 6–2